# Modelo econômico

Gráfico do Modelo IS-LM. Exemplo tanto de um modelo matemático como gráfico. A curva IS desloca-se à direita, tanto por uma política fiscal de incremento da despesa ou de transferências, ou como por uma diminuição da taxa de impostos. O equilíbrio encontra-se portanto em Y2 e i2.

Pode-se entender um modelo econômico como uma representação (ver modelo científico) ou proposta (ver constructo social) mais amplamente, como um conceito que já seja proposicional ou metodológico a respeito de algum processo ou fenômeno econômico. Como em outras disciplinas, os modelos são, em geral, representações ideais ou simplificadas, que ajudam ao entendimento de sistemas reais mais complexos.
Os modelos usam-se comumente não só para explicar como opera a economia ou parte dela, mas também para realizar inferências sobre o comportamento dos fatos e determinar os efeitos ou tomar decisões sobre os mesmos.
Como sugere o anterior, um modelo pode constituir uma representação de aspectos já seja gerais ou mais específicos. Pode ter um papel normativo ou descritivo, etc.
Adicionalmente os modelos econômicos podem geralmente dividir-se entre modelos conceituais, que usualmente possuem um caráter crítico ou analítico (ver Criticismo); modelos matemáticos, que procuram ser uma representação teórica - utilizando variáveis e suas relações matemáticas - do funcionamento dos diversos processos econômicos (ver economia matemática) e modelos diagramáticos ou gráficos, que são a representação de dados, geralmente numéricos, mediante recursos gráficos (tais como linhas, vetores, superfícies ou símbolos), para que as relações que os diferentes elementos ou fatores guardam entre sim se manifestem visualmente. (ver também Iconografía das correlações).
Em termos metodológicos, um modelo ocupa uma posição intermediária entre a realidade e as teorias.

## Características dos modelos
A partir deste ponto de vista, e como se avançou, os modelos podem se referir a aspectos gerais ou mais específicos da área de estudo da economia. Um modelo é uma ferramenta de representação de uma realidade mais complexa que o modelo, não obstante, o modelo serve para fazer afirmações gerais sobre a realidade que representa, e nisso reside seu valor, que sendo mais facilmente compreensível que a própria realidade, permite fazer afirmações sobre a realidade que renderiza. Um bom modelo econômico requer duas características importantes:
- Simplificação, dado que o modelo deve oferecer resultados compreensíveis e manejáveis, é importante que um modelo econômico simplifique alguns aspectos complexos dos processos econômicos. A complexidade real pode dever-se a complexidade psicológicas ou de interação entre agentes econômicos, limitações de recursos, restrições ambientais ou geográficas, requisitos legais ou inclusive flutuações puramente aleatórias. O modelo deve substituir estas dificuldades por outras coisas, conservando uma resposta similar à realidade que renderiza. A simplificação requer por tanto uma eleição raciocinada de variáveis e relações entre elas que sejam relevantes para analisar e representar a informação útil.
- Seleção dos aspectos relevantes, um modelo não prediz qualquer complexidade existente num sistema econômico, mas certas características gerais dos mesmos que se consideram importantes. Por exemplo a inflação é um conceito econômico geral, mas medir a inflação requer um modelo de comportamento, portanto um economista pode diferenciar entre mudanças apenas no preço, e mudanças no preço que podem ser atribuídas à inflação. Para certos aspectos só as mudanças reais são importantes, enquanto para certas questões econômicas só o efeito devido à inflação é importante.

## Âmbito de um modelo
Ao nível da economia propriamente tal, os modelos podem ser divididos em modelos macroeconômicos e microeconômicos. Ambas áreas contêm modelos tanto específicos como mais gerais. Ao nível mais geral os modelos podem ser considerados "escolas" do pensamento. No presente as principais incluem: o Monetarismo, a Nova economia clássica, a Nova Economia Keynesiana. Estes modelos podem-se considerar como tendo uma extensão "intermediária" entre os modelos gerais da economia política e os mais específicos da economia própria.
- Os modelos macroeconômicos em geral concentram-se em mostrar o como as relações gerais entre consumidores e produtores determinam a produção e outras variáveis.[6] No entanto também há modelos macroeconômicos que se referem a questões mais específicas, por exemplo: o Modelo de Kalecki, o Modelo de Phillips, o Modelo de Kaldor. Os principais modelos macroeconômicos são modelos de crescimento. Entre os mais conhecidos destes se encontram Modelo de crescimento de Solow, o Modelo Harrod-Domar, o Modelo elementar Samuelson-Hicks, etc. A partir do anterior desenvolveram-se os chamados Modelos completos. Também existem modelos que se aplicam a outras situações gerais, como por exemplo, o Modelo IS-LM, o Modelo Heckscher-Ohlin (também chamado (modelo H–Ou), que por sua vez tem dado origem a várias outras propostas ou modelos. etc.
- Os modelos microeconômicos "pesquisam assunções a respeito dos agentes econômicos. Um agente econômico é a unidade básica de operação no modelo. Geralmente consideramos que o agente econômico é um indivíduo.... No entanto, em alguns modelos econômicos, considera-se como um agente uma nação, uma família ou um governo. Em outras ocasiões, o "indivíduo" é dissolvido numa coleção de agentes econômicos, a cada um atuando em circunstâncias diferentes e a cada um considerado um agente econômico".[7] Os modelos microeconômicos mais conhecidos são: modelo de Concorrência perfeita; modelos de Concorrência monopolística e concorrência imperfeita, modelos de oferta e demanda e sócios (por exemplo: Modelo de teia de aranha); modelos de Equilíbrio econômico (tais como a Teoria do equilíbrio geral, Equilíbrio de Bertrand, Equilíbrio de Stackelberg, etc) modelos derivados aplicados à economia, como da teoria de jogos (tais como o Equilíbrio de Nash) modelos de Discriminação de preços, etc.[8]

Adicionalmente há variedade de hipótese, teoremas e "teorias" que podem ser, e geralmente são, considerados como modelos, por exemplo: a Função de produção de Cobb-Douglas, o Teorema de Coase; o Teorema Marshall-Lerner; o Teorema de Modigliani-Miller; o Teorema de Sonnenschein-Mantel-Debreu, a Teoria do Segundo Melhor, etc.

## Descrições e normatividade
Os modelos podem ter uma função descritiva — que se refere a como um sistema econômico teoricamente funciona — ou um regulamento, que se refere a como os agentes econômicos (incluindo a sociedade em geral) deveriam se comportar ou o qual deveria ser o objetivo da disciplina (por exemplo, Alfred Marshall postulava que o propósito da economia, como ciência, é "eliminar a pobreza".).
A função normativa é mais evidente a nível de economia política. Desenvolvimentos na teoria econômica podem ser usados para apoiar certas posições políticas, que por sua vez dão origem e prestam apoio a propostas que favorecem certas interpretações da teoria econômica (ver, por exemplo, Ordoliberalismo; Escola crítica; Escola austríaca; Escola de Economia de Chicago; Postautismo; etc.
É a esse nível que um modelo adota mais claramente seu caráter de proposta, ou constructo social a respeito do funcionamento da economia, com um uso geral nas ciências políticas, sociologia, etc.
Mas inclusive ao nível mais abstrato ou técnico, o dos modelos matemáticos, todo modelo econômico implica algum elemento normativo, por exemplo, nas assunções ou supostos a respeito da racionalidade econômica dos atores. Nas palavras de Amartya Sen:
“Para evitar a análise de uma realidade humana complexa, a economia tem glorificado o suposto da motivação egoísta, estendendo-o a todas as ações econômicas. É só uma parte da verdade: o homem econômico não somente se sai em ocasiões dos padrões da racionalidade, como também está em sua natureza não se comportar sempre sob ou restrito sob o suposto da busca do máximo interesse próprio. Adam Smith gerou uma corte de defensores do egoísmo como explicação do comportamento econômico apesar de que sua mesma obra nega a simplificação do conjunto de motivações mediante o arquétipo do agente egoísta. A dimensão ética encerra enormes complexidades, pois o homo economicus terá de mover-se por egoísmo ou por outros objetivos segundo o caso, e a análise científica deixa de ser tão simples como muitos o quiseram fazer. Mas só integrando a ética na economia se pode avançar na aproximação à realidade. As normas e valores que guiam o comportamento coletivo têm, pelo demais, um papel decisivo no desenvolvimento das sociedades. O que incita ainda mais à economia a preocupar pelas considerações éticas como fator indispensável de sua análise.”.
Outras críticas gerais às assunções econômicas, especialmente as da teoria ou escola neoclássica que constituem a ortodoxia atual, como sendo normativas incluem as de Thorstein Veblen, de acordo a quem o conceito de equilíbrio econômico mesmo é normativo, implicando - sem prova - que é de benefício para a sociedade e os indivíduos. Veblen considera que a economia ortodoxa é teleológica e pré-darwiniana. Teleológica porque assume que o processo econômico progride ou tende a uma situação estável (o equilíbrio em longo prazo) que nem se observa em realidade nem se deriva de alguma análise sina que se assume como um dado anteriormente a qualquer análise ou observação. E é predarwinica porque, na opinião de Veblen, o processo econômico é um processo darwiniano de evolução, desenvolvendo-se através do tempo como resposta a diferentes e variantes circunstâncias, mas carecendo de propósito ou desenho.
A crítica de Piero Sraffa, em sua Produção de mercadorias por meio de mercadorias foi a génesis de vários dos argumentos desenvolvidos posteriormente por outros autores na tradição da chamada economia heterodoxa. Sraffa foi um pensador profundo, cuja crítica forçou a Ludwig Wittgenstein a modificar suas posições originais. O centro da crítica de Sraffa é que a concepção atual do valor econômico (ver valor subjetivo) esconde normatividade, estando baseada uma visão contraditória e logicamente defectiva. Esta visão deu eventualmente origem ao famoso Debate das duas Cambridge. A posição de Sraffa pode-se resumir assim: uma teoria do valor que seja logicamente consistente tem que voltar à teoria clássica, considerando que é o caso que o que interessa na produção é que, ao final do processo, tenha um excedente ou mais-valia (ver valor agregado). Sraffa avançou a construir um tal modelo, logicamente consistente, e que pode ser usado para explicar não só o preço relativo dos bens senão a distribuição dos rendimentos/ganhos. Um envolvimento finque do modelo de Sraffa é que a determinação da relação na distribuição dos rendimentos entre salários e ganhos é devida a fatores não econômicos: essa relação origina-se em como se fixam já seja os 'salários de subsistência' ou a taxa de ganho.

## Modelos, teorias e realidade
Roberto Gómez L sugere que "os modelos em geral jogam um papel fundamental em economia já que permitem as representação de teorias mediante a simplificação da realidade. Como argumenta Anisi (1988, pág.. 15): “A utilidade dos modelos é indiscutível, já que difícil é encontrar uma argumentação econômica que não se apoie em alguns deles”. ". Entre outros apoios a essa posição, Gómez cita a posição de Hayek, que propõe 
"que um modelo é uma representação formal de uma teoria na qual certos elementos constituem abstrações, enquanto outros são ignorados com a finalidade de tentar proporcionar uma descrição simplificada dos aspectos mais sobressalentes do fenômeno eleito. Os modelos compreendem estruturas, a cada uma das quais é uma caracterização bem definida do que se pretende explicar. Uma teoria sobre o funcionamento de um sistema, leva unido um ou vários modelos que tentam refletir as principais relações do sistema que se consideram relevantes no contato da teoria. por tanto, as teorias não são modelos, mas incluem modelos." (op. cit).
A partir deste ponto de vista a função do modelo pode ver-se não só como um intermediário metodológico entre realidade e teoria senão também, como propõe Imre Lakatos, possuindo um papel defensivo das teorias. Os modelos constituiriam o cinto protetor, podendo ser modificados, eliminados ou substituídos por outros modelos novos com o objetivo de impedir que se possa falsear a teoria central ou núcleo firme. (ver Falsacionismo sofisticado).
Um exemplo do anterior pode ver-se na modelagem dos verdadeiros aspectos do Keynesianismo, primeiro no Modelo IS-LM, posteriormente no Modelo Mundell-Fleming, etc.
Desde este ponto de vista, ainda se consideramos uma proposta geral (tal como a economia de livre mercado) como modelo, essa proposta geral seria imune a qualquer falseamento, dado, ultimamente, que os pressupostos, elementos e relações implícitas e explícitas concebidos por uma teoria nunca podem ser totalmente reduzidos a uma situação específica, (veja a Tese de Duhem-Quine). Assim, qualquer que seja a falha de adequação entre um modelo e a realidade, é possível que a teoria fosse correta se as circunstâncias fossem diferentes. O modelo, por outro lado, é manifestamente incorreto se seus supostos e predições não correspondem à realidade. Mas esses supostos e predições são só um subconjunto das que a teoria compreende.
Por exemplo, é perfeitamente legítimo assinalar que a concorrência perfeita não se observa na realidade - não se encontram as situações ou condições que assume - No entanto, isto não a invalida como teoria ou inclusive como proposta. Pode-se alegar que os agentes se comportam como se o modelo fosse correto, mas sucede que na cada caso (mercado) concreto, há alguns “microinstrumentos” que dificultam ou deformam a expressão dos comportamentos que prediz. O que há que modificar então não é a teoria como tal, mas os modelos, a fim de incorporar essas condições específicas. Como exemplo específico: se na realidade a produção não mostra a flexibilidade (Elasticidade (economia)) que a hipótese de concorrência perfeita implica, dificilmente se determinassem os preços de acordo ao modelo teórico da oferta e demanda. Isso se observa nos mercados agrícolas e agropecuários. Isto não implica que a teoria da oferta e a demanda, especialmente considerada como abstração da realidade, ou inclusive como proposta geral, sejam errôneas, implica que o modelo deve ser modificado nesses mercados.
Por exemplo, Goodwin, Nelson, Ackerman e Weissskopf alegam que: “É importante não pôr demasiada confiança na aparente precisão de gráficos de oferta e demanda. A análise da oferta e a demanda é uma ferramenta conceitual útil e precisa que gente inteligente têm criado para nos ajudar a ganhar um entendimento abstrato de um mundo complexo. Não nos dá - e não dever-se-ia esperar que nos desse - em adição uma descrição fiel e completa de qualquer mercado do mundo real.”.
Por suposto, também se pode sugerir que, se a proposta geral não se observa em nenhuma situação real, sua utilidade é limitada, e, consequentemente, é substituído (Popper - ver A lógica da investigação científica) ou cai no abandono (Lakatos): na prática uma "teoria mais geral" de concorrência - que incorpore esses “microinstrumentos” seria mais "correta", adequada ou útil. No entanto, Lakatos nota que essa situação não leva necessariamente ao abandono da proposta, especialmente ao nível mais geral. Lakatos observa que os cientistas, na ausência de uma nova "teoria mais geral" (geralmente aceitada) preferem seguir utilizando uma teoria "defeituosa" ainda sabendo que suas predições não são adequadas, com preferência a não ter nenhuma: a função da teoria é guiar a investigação. (note-se que o facto que algumas propostas são aceitas por alguns cientistas mas não todos constitui a base do desenvolvimento de "escolas do pensamento" ou, na terminologia de Lakatos, "programas de investigação")

## Modelos e formalismo
Há duas maneiras principais de avaliar ou validar um modelo. a) a aproximação direta, que envolve considerações da validade dos supostos básicos. E b) a aproximação indireta, que só considera se as predições que o modelo faz são, ou não, corretas.
Milton Friedman é um dos representantes mais conhecidos da segunda posição. Friedman argumenta que o "realismo" de um modelo não deveria ser questionado a nível das  hipóteses subjacentes, mas das predições derivadas do modelo. É irrelevante, por exemplo, que as equações que constituem o Modelo de teia de aranha dinâmico não se pareçam em absoluto à realidade, ou que a relação desse modelo com a teoria subjacente seja complexa ou que o modelo mesmo incorpore supostos questionáveis, o que importa e é relevante é se as predições que se obtêm do modelo concordam com as observações empíricas. Se o são, o modelo é válido, quaisquer sejam os problemas metodológicos.
O anterior enfatiza o ponto que a função do modelo é prática, ser guia para a ação. Nas palavras de Paul Samuelson: "é melhor ter um modelo com bases inexatas que lhe dá uma boa base para entender a realidade do que esperar por uma melhor fundamentação ou seguir utilizando um modelo com boas bases mas que não é útil ou relevante para explicar os fenômenos que temos que explicar"
A posição contrária, geralmente mais aceita, pelo menos a níveis acadêmicos, preocupa-se com questões metodológicas da Teoria formal, tais como Consistência (lógica), Decidibilidade, regras de inferências; tipos de método, etc.
Isto se faz particularmente relevante para modelos matemáticos, os que se concebem, especificamente, como um conjunto de axiomas ou definições prévias — também chamados  postulados ou enunciados — dados e assunções ou hipóteses que, mediante algumas regras de transformação, permitem a criação de teoremas.